# Manuel Valls i Gorina
Manuel Valls i Gorina  (pronunciació en català: /mənuˈɛɫ ˈβaʎs/) (Badalona, 21 de juliol de 1920 - Barcelona, 9 de setembre de 1984) va ser un compositor, músic, professor i crític musical català.

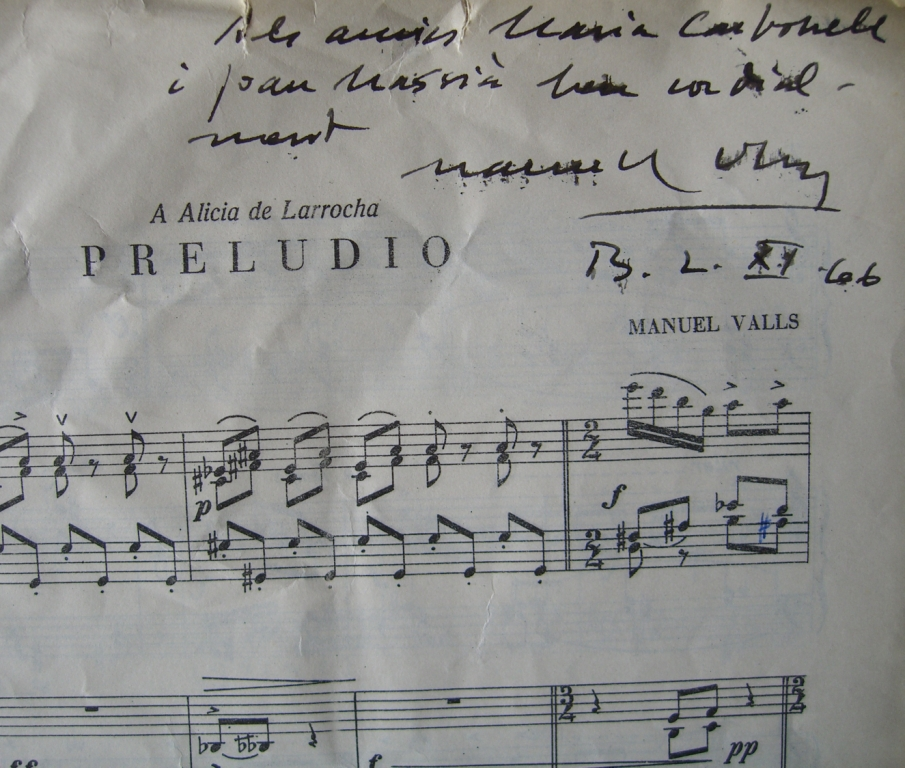
Signatura de Manuel Valls i Gorina al Preludi per a piano

Estudià Dret a la Universitat de Barcelona i Música al Conservatori del Liceu amb el Aita Donostia (harmonia, orquestració i composició). De formació estètica independent, va conrear la majoria dels gèneres musicals. Va exercir de professor a la Universitat de Barcelona i a l'Escola d'Art Dramàtic Adrià Gual. Va pronunciar conferències a diversos indrets de la península (Barcelona, Madrid, Santander, Lleida, Toledo, Granollers, etc.) i el 1971 va dirigir les emissions dedicades a la música espanyola de l'O.R.T.F. de París, dins la sèrie La rose des vents. Va ser membre de la Societat Catalana de Musicologia i un dels responsables de l'àmbit de la música del Congrés de Cultura Catalana, així com membre de la Junta Consultiva d'Òmnium Cultural. En el terreny periodístic va publicar articles i crítiques a la premsa local i estrangera, i va exercir la crítica musical en el diari El País, edició de Catalunya. Fou enterrat al Cementiri de Montjuïc.
El fons personal de Manuel Valls i Gorina es conserva a la Biblioteca de Catalunya.
Manuel Valls era cosí germà del pintor Xavier Valls i Subirà.

## Obra musical
Les seves obres més remarcables foren les següents:
- Estudi de dansa en 5/8
- Preludi per a piano
- Concert de guitarra i orquestra
- Tocata per a piano
- Seis canciones del Alto Duero per a veu i piano
- Fantasies en forma de concert per a flauta solista i corda
- La Mare de Déu (tradicional catalana) per a coral
- Poemes de Patrícia: Renaixença, Món, Nit per a coral

A banda la seva extensa obra musical, a nivell popular és molt coneguda la seva musicació del poema de Josep Maria Espinàs i Jaume Picas, el Cant del Barça, que es convertí en l'himne del Futbol Club Barcelona i en una icona per a una ampla representació de la societat catalana. Al seu disc Les Veus del Carrer (1966) un encàrrec per a les joventuts musicals de Barcelona, va publicar una variació instrumental de la tonada popular Nas de barraca.

## Obra escrita
A part dels seus nombrosos escrits en revistes i diaris, també escrigué alguns llibres:
- La música catalana contemporània : visió de conjunt.  Barcelona: Selecta, DL 1960 (Biblioteca Selecta; 283).
- La música española después de Manuel de Falla.  Madrid: Revista de Occidente, cop. 1962.
- «La música». Revista de Occidente [Madrid], núm. 8-9, diciembre 1963, pàg. 347-360.
- Música i societat : notes per un estudi de la funció social de la música.  Barcelona: Rafael Dalmau, cop. 1963 (Panorama actual de les idees; 31-32).
- El prodigiós món de la música.  Barcelona: Bruguera, 1966 (Quaderns de cultura; 8).
- Donington, Robert; Valls, Manuel (trad.). Los instrumentos de música.  Madrid: Alianza, DL 1967 (Libro de bolsillo; 76).
- La música contemporània i el públic.  Barcelona: Edicions 62, 1967 (Llibres a l'abast; 46).
- Història de la música catalana.  Barcelona: Taber, DL 1969 (Biblioteca de la Cultura Catalana).
- Aproximación a la música : reflexiones en torno al hecho musical.  [Barcelona]: Salvat, cop. 1970 (Biblioteca básica Salvat de libros RTV; 67).
- Música indiscreta : la música, els músics i l'anècdota.  Barcelona: Pòrtic, 1970 (Llibre de butxaca; 10).
- Diccionario de la música. 4a edició.  Madrid: Alianza, 1971 (Libro de bolsillo; 334). ISBN 8420613347.
- La música en el món d'avui i altres assaigs.  Palma: Moll, 1971 (Biblioteca Raixa; 86).
- Entreactes de concert.  Barcelona: Pòrtic, 1973 (Llibre de butxaca; 84). ISBN 8473060296.
- La música en cifras.  Esplugas de Llobregat: Plaza & Janés, DL 1974 (Testigos d'España; 5). ISBN 8401811228.
- Höweler, Casper; Valls, Manuel (prólogo y puesta al día). Enciclopedia de la música : guía del melómano y del discófilo.  Barcelona: Noguer, 1974. ISBN 8427945035.
- Martorell, Oriol; Valls, Manuel. El fet musical.  Barcelona: Dopesa2, 1978 (Conèixer Catalunya; 6). ISBN 8472353486.
- Para entender la música.  Madrid: Alianza, 1978 (Libro de bolsillo; 697). ISBN 8420616974.
- La música actual.  Barcelona: Noguer, 1980 (EMA; 13). ISBN 8427913176.
- Música de tota mena.  Barcelona: Clivis, 1982 (Neuma; 5). ISBN 8485927044.
- La Música en el abrazo d'Eros : aproximación al estudio de la relación entre música y erotismo.  Barcelona: Tusquets, 1982 (5 sentidos; 16). ISBN 8472238164.
- Mompou.  Barcelona: Nou Art Thor, DL 1983 (Gent nostra; 24). ISBN 8473270681.
- Frederic Mompou.  Barcelona: SGAE, 1984.
- Martorell, Oriol; Valls, Manuel. Síntesi històrica de la música catalana.  Barcelona: La Llar del Llibre, DL 1985 (Coneguem Catalunya; 9). ISBN 848570942X.
- Valls, Manuel; Padrol, Joan. Música y cine.  Barcelona: Salvat, cop. 1986 (Biblioteca básica Salvat; 99). ISBN 8434583593.
- Per comprendre la música.  Barcelona: Destino, 1986 (Llibres a mà; 39). ISBN 8423314448.
- Mila, Massimo; Valls, Manuel (trad.). Breve historia de la música.  Barcelona: Península, 1998 (Historia, ciencia, sociedad; 267). ISBN 8483070812.